# Centre de Flacq
Centre de Flacq è una cittadina di Mauritius, capoluogo del distretto di Flacq. Secondo il Censimento del 2000, ha 16 225 abitanti.